# Max Abramovitz
Max Abramovitz (* 23. Mai 1908 in Chicago, Illinois; † 12. September 2004 in Pound Ridge, New York) war ein US-amerikanischer Architekt.

## Leben

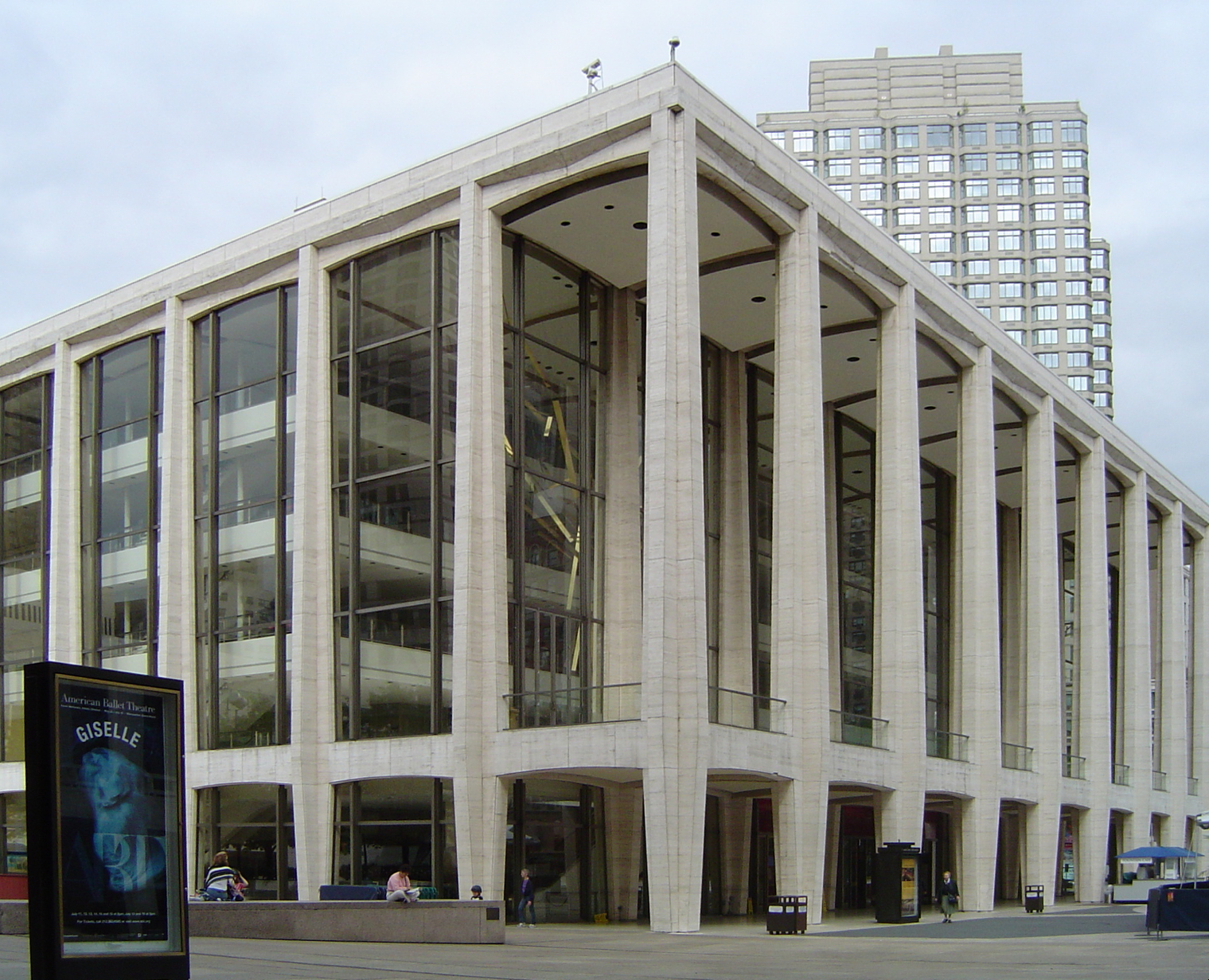
New York, David Geffen Hall

Der Sohn rumänischer Einwanderer studierte an der University of Illinois (Bachelor, 1929) und an der Columbia University in New York (Master, 1931) sowie von 1932 bis 1934 an der École nationale supérieure des beaux-arts de Paris. Ab 1935 war mit dem Architekturstudio von Wallace K. Harrison verbunden, ab 1940 als Partner unter dem Studionamen Harrison, Fouilhoux & Abramovitz (mit André Fouilhoux), ab 1945 unter dem Namen Harrison & Abramovitz. Er war teilweise in der akademischen Lehre tätig: 1931/32 und 1937/38 an der Columbia University und New York University, 1938–1942 an der Yale University.
Er bekam 1945 das Kreuz der Ehrenlegion (Legion of Merit) für den Bau von Flugfeldern in China während des Zweiten Weltkriegs.
Weiterhin gewann er zahlreiche Architekturpreise, u. a. dreimal den Ehrenpreis des American Institute of Architects (AIA; 1953, 1956, 1959). Er war ab 1970 Ehrendoktor der University of Illinois; 1974 wurde Max Abramovitz zum Vollmitglied (NA) der National Academy of Design gewählt.

## Architektur
Abramovitz gilt als einer der wichtigsten Vertreter der Nachkriegsarchitektur. Er steht für funktionelle Architektur in der Nachfolge des Bauhauses.

### Wichtige Bauten (Auswahl)
- Mitarbeit am UNO-Headquarters, New York (als deputy director) (1953)
- Anbau am Rockefeller Center, New York (1955)
- Brooklyn Aquarium (1957)
- Wachovia Bank Building, Charleston, North Carolina (1958)
- Rockefeller Center: Time & Life Building (1960)
- Central Intelligence Agency, Langley (1961)
- Philharmonic Hall, Lincoln Center for the Performing Arts, New York (1962)
- Assembly Hall, University of Illinois, Urbana-Champaign (1963)
- Phoenix Mutual Life Insurance Building, Hartford (1964)
- Beth Zion Temple, Buffalo (1966)
- Mitarbeit am Tour CB21, Paris – La Défense (1972–1974)